# Lotta greco-romana ai Giochi della XX Olimpiade - Pesi piuma
La competizione della categoria pesi piuma (fino a 62 kg) di lotta greco-romana dei Giochi della XX Olimpiade si è svolta dal 5 al 10 settembre 1972 al Wrestling-Judo Hall di Monaco di Baviera.

## Formato
Ad ogni incontro venivano assegnate le seguenti penalità:
| In caso di vittoria | In caso di vittoria     | In caso di pareggio | In caso di pareggio | In caso di sconfitta | In caso di sconfitta              |
| ------------------- | ----------------------- | ------------------- | ------------------- | -------------------- | --------------------------------- |
| 0                   | Per schienata, ritiro   | 2                   |                     | 3                    | Ai punti                          |
| 0,5                 | Per superiorità tecnica | 2,5                 | con passività       | 3,5                  | Per superiorità tecnica           |
| 1                   | Ai punti                | -                   | -                   | 4                    | Per schienata, ritiro, squalifica |

Con sei penalità o più il lottatore veniva eliminato. Quando rimanevano solo due o tre lottatori, si disputava un turno finale per determinare l'ordine delle medaglie.

## Risultati
| Legenda                                  | Legenda |
| ---------------------------------------- | ------- |
| Lottatore con 6 penalità o più Eliminato |         |

### 1º Turno
Si è disputato il 5 settembre
| Vincitore     | Pen. | Risultato | Sconfitto    | Pen. |
| ------------- | ---- | --------- | ------------ | ---- |
| Koletić       | 0    | Schienata | Hazewinkel   | 4    |
| Lipień        | 0    | Schienata | Toulotte     | 4    |
| Réczi         | 1    | Ai Punti  | Tanner       | 3    |
| Mygiakīs      | 0    | Schienata | Ebrahimi     | 4    |
| Megrelishvili | 0    | Schienata | Alakoç       | 4    |
| Mărkov        | 0    | Schienata | Salugta      | 4    |
| Van Landeghem | 0    | Schienata | Hurtado      | 4    |
| Laakso        | 0    | Schienata | de Hernández | 4    |
| Fujimoto      | 1    | Ai Punti  | Wehling      | 3    |
| Păun          | 0    | Esentato  |              |      |

### 2º Turno
Si è disputato il 7 settembre
| Vincitore     | Pen. | Risultato   | Sconfitto     | Pen. |
| ------------- | ---- | ----------- | ------------- | ---- |
| Păun          | 1    | Ai Punti    | Hazewinkel    | 7    |
| Koletić       | 0    | Schienata   | Toulotte      | 8    |
| Lipień        | 1    | Ai Punti    | Réczi         | 4    |
| Mygiakīs      | 0    | Schienata   | Tanner        | 7    |
| Megrelishvili | 0    | Schienata   | Salugta       | 8    |
| Mărkov        | 1    | Ai Punti    | Alakoç        | 7    |
| Laakso        | 0    | Schienata   | Hurtado       | 8    |
| Fujimoto      | 1,5  | Superiorità | Van Landeghem | 3,5  |
| Wehling       | 3    | Schienata   | de Hernández  | 8    |
| Ebrahimi      |      | Ritirato    |               |      |

### 3º Turno
Si è disputato il 8 settembre
| Vincitore     | Pen. | Risultato  | Sconfitto     | Pen. |
| ------------- | ---- | ---------- | ------------- | ---- |
| Păun          | 2    | Ai Punti   | Koletić       | 3    |
| Lipień        | 1    | Schienata  | Mygiakīs      | 4    |
| Megrelishvili | 1    | Ai Punti   | Réczi         | 7    |
| Mărkov        | 1    | Schienata  | Van Landeghem | 7,5  |
| Fujimoto      | 3,5  | = Parità = | Laakso        | 2    |
| Wehling       | 3    | Esentato   |               |      |

### 4º Turno
Si è disputato il 9 settembre
| Vincitore | Pen. | Risultato   | Sconfitto     | Pen. |
| --------- | ---- | ----------- | ------------- | ---- |
| Păun      | 4,5  | = Parità =  | Wehling       | 5,5  |
| Lipień    | 1,5  | Superiorità | Koletić       | 6,5  |
| Mygiakīs  | 5    | Ai Punti    | Megrelishvili | 4    |
| Mărkov    | 2    | Ai Punti    | Laakso        | 5    |
| Fujimoto  | 3,5  | Esentato    |               |      |

### 5º Turno
Si è disputato il 9 settembre
| Vincitore     | Pen. | Risultato | Sconfitto | Pen. |
| ------------- | ---- | --------- | --------- | ---- |
| Fujimoto      | 4,5  | Ai Punti  | Păun      | 7,5  |
| Wehling       | 5,5  | Schienata | Lipień    | 5,5  |
| Mărkov        | 3    | Ai Punti  | Mygiakīs  | 8    |
| Megrelishvili | 5    | Ai Punti  | Laakso    | 8    |

### 6º Turno
Si è disputato il 10 settembre
| Vincitore | Pen. | Risultato | Sconfitto     | Pen. |
| --------- | ---- | --------- | ------------- | ---- |
| Lipień    | 6,5  | Ai Punti  | Fujimoto      | 7,5  |
| Wehling   | 6,5  | Ai Punti  | Megrelishvili | 8    |
| Mărkov    | 3    | Esentato  |               |      |

## Classifica finale
| Pos.    | Atleta               | Nazione          |
| ------- | -------------------- | ---------------- |
| Oro     | Georgi Mărkov        | Bulgaria         |
| Argento | Heinz-Helmut Wehling | Germania Est     |
| Bronzo  | Kazimierz Lipień     | Polonia          |
| 4       | Hideo Fujimoto       | Giappone         |
| 5       | Jemal Megrelishvili  | Unione Sovietica |
| 6       | Ion Păun             | Romania          |
| 7       | Martti Laakso        | Finlandia        |
| 7       | Stelios Mygiakīs     | Grecia           |
| 9       | Slavko Koletić       | Jugoslavia       |
| 10      | László Réczi         | Ungheria         |
| 11      | Harry Van Landeghem  | Belgio           |
| 12      | Jakob Tanner         | Svizzera         |
| 12      | Metin Alakoç         | Turchia          |
| 12      | Jim Hazewinkel       | Stati Uniti      |
| 15      | Théodule Toulotte    | Francia          |
| 15      | Juan de Hernández    | Guatemala        |
| 15      | Eliseo Salugta       | Filippine        |
| 15      | Carlos Hurtado       | Perù             |
| 19      | Mohammad Ebrahimi    | Afghanistan      |